# ديف شيبارد
ديف شيبارد (بالإنجليزية: Dave Sheppard) هو رباع أمريكي، ولد في 12 ديسمبر 1931 في نيويورك في الولايات المتحدة، وتوفي في 1 أكتوبر 2000.

## وصلات خارجية
- ديف شيبارد على موقع أوليمبيديا (الإنجليزية)